# Gos de lluita cordovès
El gos de lluita cordovès és una raça de gos extinta. Era un creuament de mastí, bull terrier, bòxer i Old English Bulldog. S'originà a Córdoba (Argentina). Era una raça tan agressiva contra els altres gossos que els mascles i les femelles preferien lluitar a aparellar-se. A més, molts membres d'aquesta raça moriren a les baralles de gossos, cosa que contribuí a la seva extinció.